# Loropéni
Loropéni is een gemeente en departement in het zuiden van Burkina Faso, gelegen ten westen van Gaoua. De gemeente telde in 2019 naar schatting 61.000 inwoners.
De stad is bekend om zijn ruïnes, die dateren van de tijd vóór de komst van de Europeanen.
Er is weinig bekend over de geschiedenis van de plaats, maar er is een theorie die zegt dat in de plaats veel slaven werden verhandeld door de koningen van de Lobi.
In 2009 werden de ruïnes door UNESCO op de werelderfgoedlijst geplaatst.

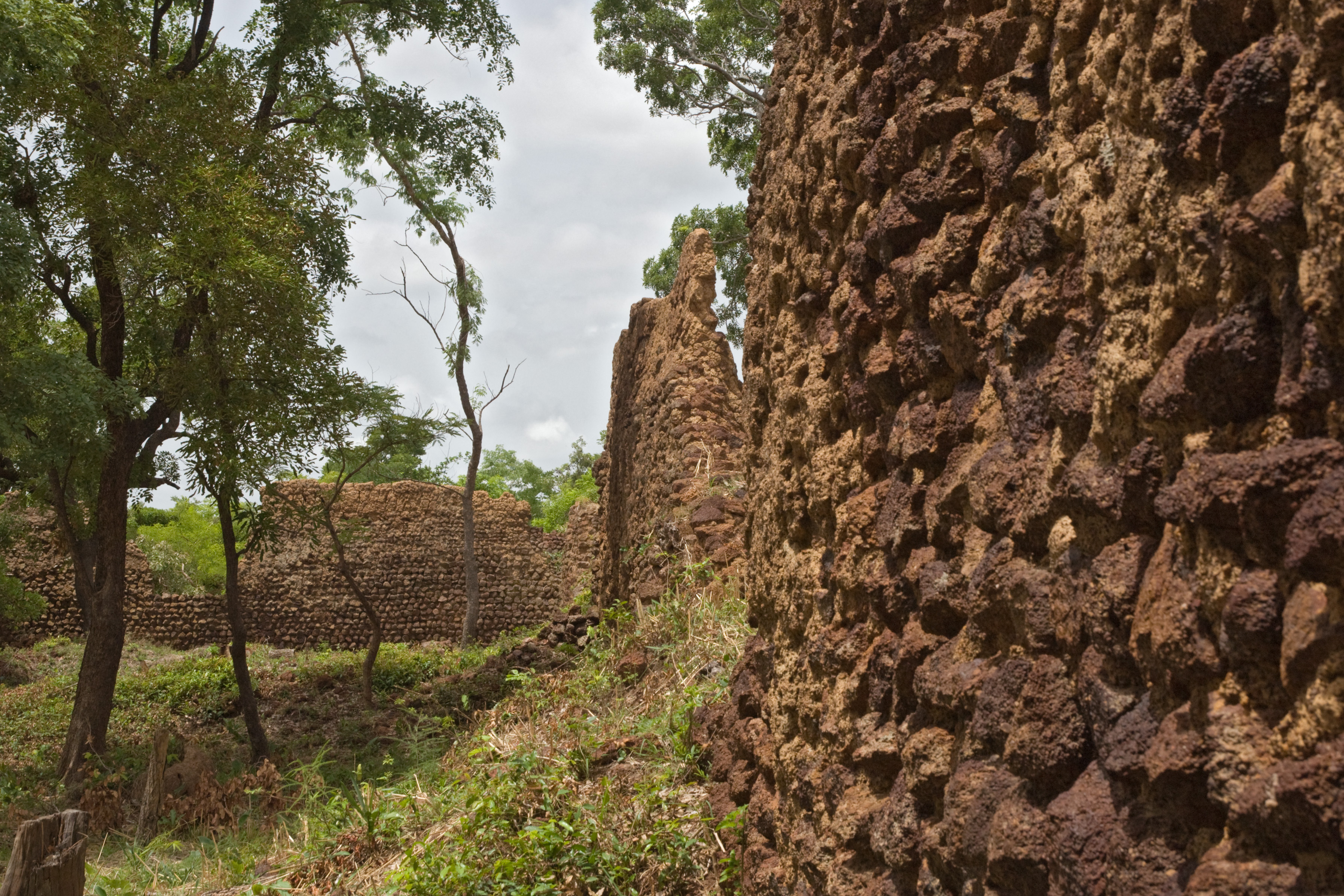
Resten van de vestingmuren van de Ruïnes van Loropéni (mei 2016)

- Virtual International Authority File: 186486169